# Equação de Eyring
A equação de Eyring é usada em estudos de cinética química e descreve as mudanças na taxa de reação conforme a temperatura. Ao contrário da equação de Arrhenius que também é usada para esse fim, a equação de Eyring não é empírica, mas sim baseada em mecânica estatística e na teoria dos estados de transição, também conhecida como teoria do complexo ativado. 
Essa equação foi construída quase que simultaneamente por Henry Eyring, Meredith Gwynne Evans e Michael Polanyi em 1935. 

## Postulados
Para a dedução da equação, são levados em conta dois postulados:
1. A posição e o movimento dos elétrons são responsáveis pela força entre os átomos, então, estas devem ser calculadas usando mecânica quântica;
2. O núcleo, por sua vez, se move sob influência dessas forças de acordo com a mecânica clássica.

Se os postulados são verdadeiros, é possível calcular taxas de reação usando mecânica estatística 

## Dedução
Assume-se uma equação genérica de A e B formando C, com cinética de segunda ordem. A taxa de velocidade da reação pode ser descrita por:
{\displaystyle {\frac {d[C]}{dt}}=k[A][B]} (1)
Em que k é a constante de velocidade da reação global. De acordo com a teoria dos estados de transição, a taxa de velocidade da reação também pode ser relacionada com a concentração do complexo ativado {\displaystyle [AB]^{\ddagger }} de acordo com a equação 2.
{\displaystyle {\frac {d[C]}{dt}}=k^{\ddagger }[AB]^{\ddagger }} (2)
Em que {\displaystyle k^{\ddagger }} é a constante de velocidade de decomposição do complexo ativado em produtos. Igualando as equações 1 e 2 obtém-se:
{\displaystyle k[A][B]=k^{\ddagger }[AB]^{\ddagger }}.                                                                
{\displaystyle k={\frac {k^{\ddagger }[AB]^{\ddagger }}{[A][B]}}} (3)
Considerando que a formação do complexo ativado é uma reação de equilíbrio, a constante de equilíbrio dessa reação pode ser dada por:
{\displaystyle K^{\ddagger }={\frac {[AB]^{\ddagger }}{[A][B]}}} (4)
Substituindo a equação 4 na equação 3:
{\displaystyle k=k^{\ddagger }K^{\ddagger }} (5)
Usando mecânica estatística, é possível relacionar a constante de equilíbrio {\displaystyle K^{\ddagger }} com uma nova constante de equilíbrio {\displaystyle (K^{\ddagger '})} a qual se relaciona com a energia livre de Gibbs da mesma forma que as constante de equilíbrio simples, de forma que {\displaystyle K^{\ddagger }=\exp {({\frac {-\Delta G^{\ddagger }}{RT}})}} , em que R é a constante dos gases e T a temperatura absoluta e {\displaystyle \Delta G^{\ddagger }} é a variação da energia livre de Gibbs entre o complexo ativado e os reagentes . Essa relação é:
{\displaystyle K^{\ddagger }=({\frac {k_{B}T}{h\nu }})K^{\ddagger '}}
{\displaystyle K^{\ddagger }=({\frac {k_{B}T}{h\nu }})\exp {({\frac {-\Delta G^{\ddagger }}{RT}})}} (6)
Em que {\displaystyle k_{B}} é a constante de Boltzman, h a constante de Plank e {\displaystyle \nu } a frequência vibracional do complexo ativado.
Concomitantemente, a constante de velocidade de decomposição do complexo ativado em produtos é relacionada com a frequência vibracional do complexo ativado que o deixa mais próximo do produto, mas como nem toda vibração relacionada a {\displaystyle \nu } faz com que o complexo ativado se transforme em produtos, é necessário introduzir um fator de correção {\displaystyle \kappa }, chamado de coeficiente de transmissão, de forma que:
{\displaystyle k^{\ddagger }=\kappa \nu } (7)
Finalmente, substituindo as equações 6 e 7 na equação 5, é obtida a equação de Eyring. 
{\displaystyle k=\kappa {\frac {k_{B}T}{h}}\exp {({\frac {-\Delta G^{\ddagger }}{RT}})}} (8)